# Gröttjärnen, Dalarna
Gröttjärnen är en sjö i Rättviks kommun i Dalarna och ingår i Dalälvens huvudavrinningsområde.